# Reinventing Organizations : Vers des communautés de travail inspirées
Reinventing Organizations : Vers des communautés de travail inspirées (en anglais, A Guide to Creating Organizations Inspired by the Next Stage of Human Consciousness) est un ouvrage de Frédéric Laloux publié en 2014 sur l'évolution des modèles organisationnels.

## Du paradigme infrarouge au paradigme opale
Selon le modèle de la spirale dynamique, qui sert de référence à Frédéric Laloux, l'homme s'est organisé, au fil de l’évolution, suivant des modèles distincts, qui ont  chacun leur portée et leurs limites (cf tableau plus bas). Laloux consacre deux ans à chercher des entreprises qui, selon lui, correspondent à un nouveau modèle en cours d’émergence, le modèle opale.  
| paradigme | avènement   | stade organisationnel | forme                                          | métaphore                         | rémunération                                                   | exemples                                                                                           | avancées | limites |
| --------- | ----------- | --------------------- | ---------------------------------------------- | --------------------------------- | -------------------------------------------------------------- | -------------------------------------------------------------------------------------------------- | --- | --- |
| rouge     | −10 000     | impulsif              | chefferie                                      | meute de loup                     | butin, récompense à la discrétion du patron.                   | mafia, gang, milice tribale                                                                        | division du travail, autorité démonstrative / par la terreur, réactivité | loi du plus fort, peur, violence, court-termisme, instabilité |
| ambre     | −4 000      | conformiste           | organisation pyramidale                        | armée                             | suivant la grille salariale en fonction du poste et du diplôme | armée, Église catholique, administration publique, école, université                               | rôle officiel & uniforme, procédure, planification & processus reproductible, hiérarchie stable, contrôle descendant, le "nous voulons" l'emporte sur le "je veux", contrôle de conformité, pensée uniforme | rigidité procédurale, répétition du passé, inadaptabilité au changement, différences rejetées                                                                     |
| orange    | XIXe siècle | réussite              | organisation mécanique, entreprise capitaliste | machine                           | prime individuelle                                             | Wall Street, bancassurance, Nike, Coca-Cola                                                        | innovation, responsabilité, méritocratie, compétitivité, management/rémunération par objectif, esprit rationnel/scientifique.                                                                               | finalité exclusivement financière, absence de sens extra-financier (écologique, social, humain, émotionnel). Dissociation entre monde professionnel et personnel. |
| vert      | XXe siècle  | pluraliste            | entreprise familiale, ONG                      | famille, association, coopérative | prime collective                                               | Starbucks, Southwest Airlines, Ben & Jerry's, Michel et Augustin, start-up, ONG                    | autonomisation, culture des valeurs, respect, équité, égalité, émotionnel, droit de l'homme | égalité dans une pyramide, la culture du consensus peut ralentir et même bloquer la décision.                                                                     |
| opale     | XXe siècle  | évolutif/inclusif     |                                                | organisme vivant                  | salaire auto-fixé avec consensus entre pairs                   | Buurtzorg, AES Corporation, Morningstar, Favi, Sounds True (en), Patagonia, BSO/Origin, Holacratie | autogouvernance/autogestion, plénitude, raison d'être évolutive | |

## L'entreprise opale
L'entreprise opale, telle que Buurtzorg ou Favi, repose sur trois piliers : la raison d'être évolutive, la plénitude et l'auto-gouvernance.